# Un nero per casa
Un nero per casa è un film per la televisione del 1998, diretto e interpretato da Gigi Proietti.

## Trama
Roma. L'architetto Lorenzo Paradisi coltiva il progetto - o l'utopia? - di trasformare un'area urbana degradata in centro culturale multietnico, ma deve fare i conti con gli interessi di chi vorrebbe destinare l'area a centro commerciale. Un giorno, però, la sua coscienza progressista sembra offuscarsi e i suoi convincimenti sembrano crollare. È successo che sua figlia Valentina, la sua dolce "bambina" appena diciottenne, si è innamorata di Mory, un giovane africano studente di architettura. Lorenzo è combattuto e non vuole ammettere che i suoi principi si dimostrino inconsistenti alla prova dei fatti, ma questo "nero per casa" non riesce proprio ad accettarlo, come del resto anche sua moglie Patrizia. E la verità è ancora più difficile da accettare. Dopo aver scoperto che Mory non è quello che vuol far credere di essere, di nobili origini e studente di architettura, ma un semplice "vù cumprà" come tanti altri, Lorenzo si trova a frequentare la sua famiglia e la comunità di persone africane in cui vive, che, guarda caso, abitano proprio in quella zona degradata che egli si proponeva di rianimare. Il suo iniziale rifiuto si trasforma in curiosità e poi in interesse finché, a poco a poco, riprendono vita le idee che ha sempre professato. Ma intanto i due ragazzi, per un banale equivoco, si sono allontanati e, pur struggendosi l'uno per l'altra, non vogliono più vedersi. Toccherà proprio a Lorenzo fare il messaggero d'amore.

## Programmazione ed Ascolti TV
Il film è stato mandato in onda nella giornata di lunedì 7 dicembre 1998 alle ore 21:00 su Canale 5 suscitando l'interesse di 7.404.000 spettatori con uno share pari al 29%.